# Elaphria apicalis
Elaphria apicalis là một loài bướm đêm trong họ Noctuidae.